# NICHOLAS (藝人)
王奕翔（2002年7月9日—），藝名NICHOLAS（日语：ニコラス），是一名臺灣男歌手，為YX LABELS旗下男子音樂團體&TEAM的成員。

## 早年經歷
王奕翔，身高179公分，血型O。幼稚園時學過跆拳道且獲得不少獎牌，但家人沒有付學費，而無法從白帶升上黃帶。從小開始打羽毛球，是因為先加入了羽毛球隊的姐姐的推薦。國小到國中時期一直是羽毛球選手，因膝蓋受傷且好友放棄了羽球，所以也放棄羽球，於是改變方向到了和姐姐一樣的高中，開始跳舞，跳的是街舞中的霹靂舞，當時有很多街頭團體都進行了表演，然後被選中的成員參加經紀公司的徵選，最後被選上了，但對K-pop一無所知，因為姐姐是K-pop的粉絲，在17歲時不假思索地去了韓國成為練習生。

## 演藝生涯

### 出道前：《I-LAND》和《&AUDITION》
2020年6月26日，王奕翔以藝名NICHOLAS，出演CJ ENM和Big Hit娛樂（現HYBE）合作的男團實境節目《I-LAND》，他於第七集遭到淘汰。
2021年1月，Big Hit娛樂宣布旗下子公司Big Hit Japan（現YX LABELS）將於日本推出選秀節目《&AUDITION》，NICHOLAS將以出道組成員的身分參與節目。惟因新冠肺炎疫情，該節目推遲至2022年播出。
2022年7月9日，NICHOLAS出演《&AUDITION - The Howling -》。同年9月3日，節目最終結果為4名出道組成員K、NICHOLAS、EJ和TAKI，加上新成員FUMA、YUMA、JO、HARUA、MAKI組成團體&TEAM。

### 2022年－至今：團體出道
2022年12月7日，以團體&TEAM成員身份於日本發行首張迷你專輯《First Howling : ME》出道。

## 影視作品

### 綜藝節目
| 年份   | 日期             | 電視台／OTT   | 節目名稱      | 集數 | 備註      |
| ------ | ---------------- | ------------- | ------------- | ---- | --------- |
| 2020年 | 6月26日－9月18日 | Mnet、tVN     | 《I-LAND》    | 12   | 第7集淘汰 |
| 2022年 | 7月9日－9月3日   | hulu、YouTube | 《&AUDITION》 | 8    |           |

### 電影
| 年份   | 電影名稱     | 角色     | 備註     |
| ------ | ------------ | -------- | -------- |
| 2019年 | 《陽光普照》 | 聽課學生 | 臨時演員 |

## 獎項
| 日期          | 名稱               | 類別              | 名次 | 備註          |
| ------------- | ------------------ | ----------------- | ---- | ------------- |
| 2024年9月18日 | 2024偶像明星運動會 | 男子400公尺接力賽 | 金牌 | 與EJ、K、FUMA |